# Équilibre des menaces

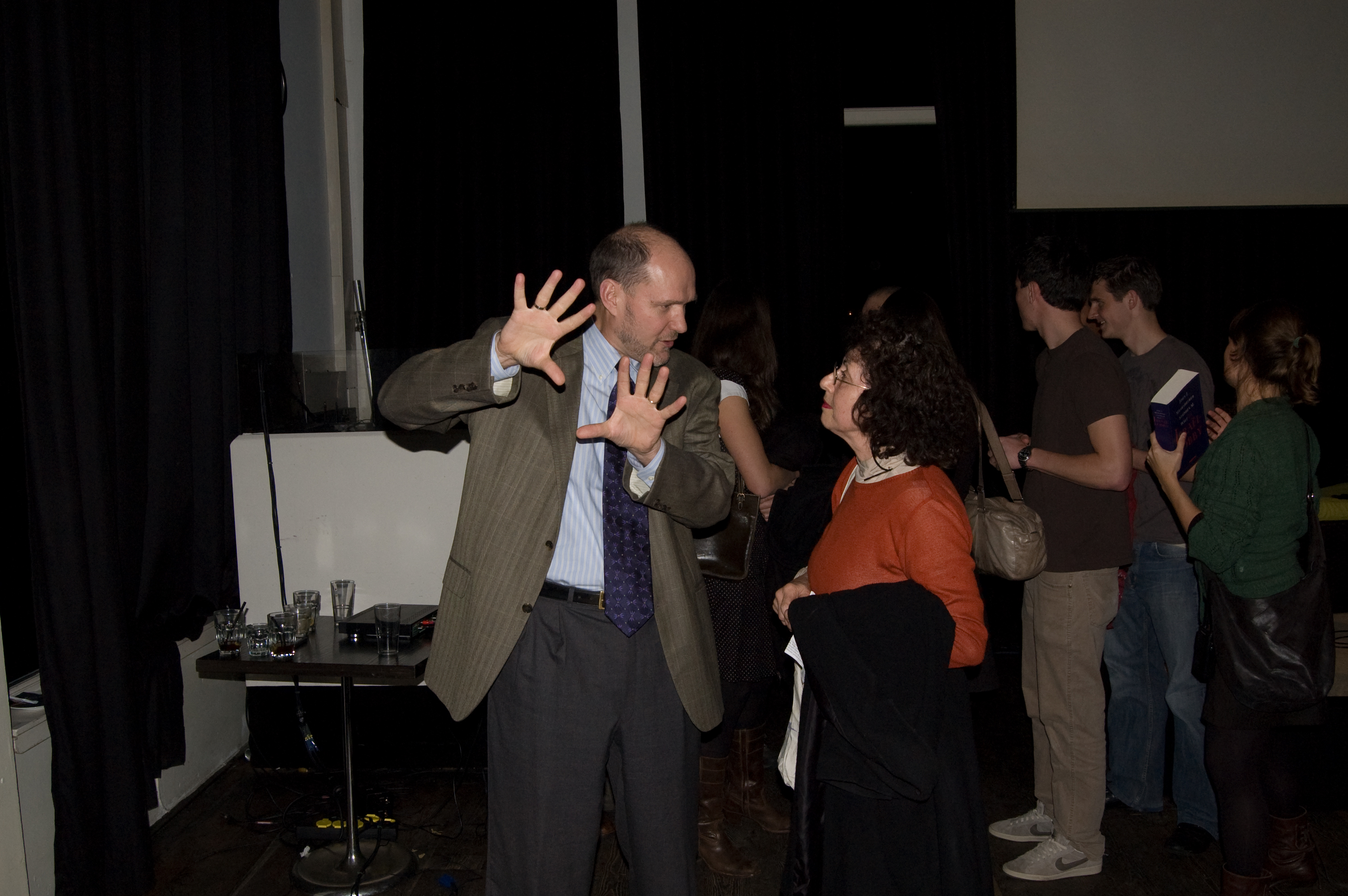
Stephen Walt, Professeur de relations internationales à Harvard, fondateur de la théorie de l'équilibre des menaces.

L'équilibre des menaces (en anglais : Balance of threat, BoT) est une théorie des relations internationales forgée par le Professeur à Harvard néoréaliste Stephen Walt. Dans un premier temps proposée dans l'article « Alliance Formation and the Balance of World Power » publié dans la revue International Security en 1985, elle fut approfondie dans son livre The Origines of Alliances, paru en 1987. La théorie de l'équilibre des menaces a modifié la conception traditionnelle de l'équilibre des puissances au sein de l'école de pensée néoréaliste.

## Définition

### Équilibrage

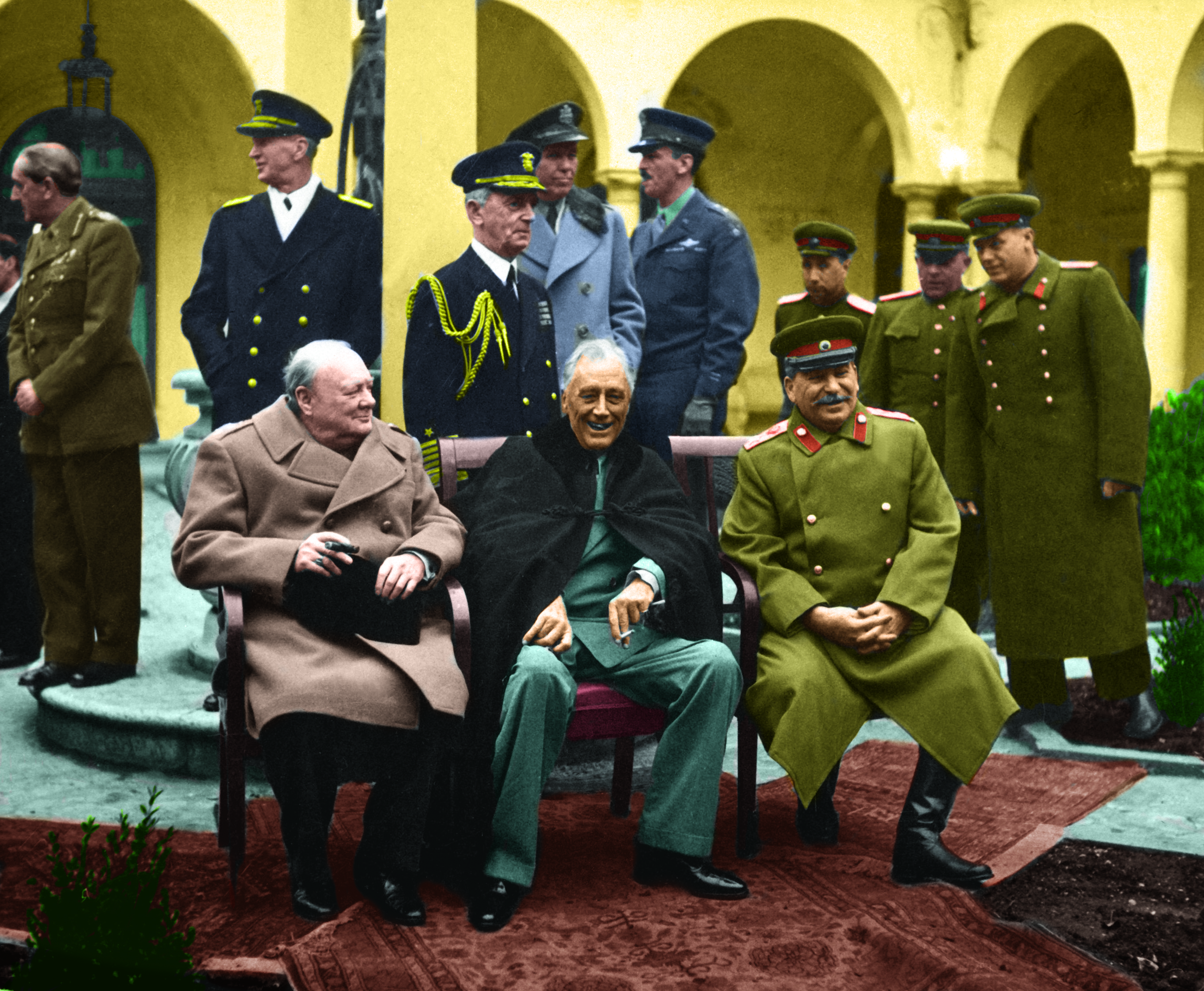
Conférence de Yalta, 1945. L'alliance entre l'Union soviétique, le Royaume-Uni et les États-Unis a été constituée pour contrecarrer la menace du projet d'expansion du Troisième Reich.

Selon la théorie de l'équilibre des menaces, la perception de menace de la part d'entités étrangères expliquent la formation d'alliances entre États. Stephen Walt soutient que les États s'équilibrent (to balance) généralement en s'alliant contre une menace bien identifiée, même si des États plus faibles sont susceptibles de s'y affilier (to bandwagon) afin de garantir leur propre sécurité. L'auteur illustre sa thèse à travers l'exemple des modèles d'alliance d'États européens créés pour faire face à l'expansionnisme allemand lors des deux guerres mondiales. En 1914, l'Empire allemand n'était pas plus puissant que le Royaume-Uni, mais la France et la Russie ont préféré toutefois se rallier à l'Empire britannique parce qu'elles percevaient l'Allemagne comme étant plus menaçante.

### Quatre critères d'évaluation de la menace
Stephen Walt identifie quatre critères que les États utilisent pour jauger la menace posée par un autre État :
1. sa force globale (superficie, population et capacités économiques) ;
2. sa proximité géographique ;
3. ses capacités offensives ;
4. et ses intentions offensives.

Stephen Walt fait valoir que plus les autres États considèrent qu'un État naissant possède ces qualités, plus ils sont susceptibles de le considérer comme une menace et de s'équilibrer contre lui.

## Critiques académiques
La théorie de l'équilibre des menaces a modifié la conception réaliste (ainsi que la conception néoréaliste de Kenneth Waltz) en distinguant le pouvoir de la menace. Dans la théorie de l'équilibre des puissances, qui avait auparavant dominé les analyses réalistes, les États s'équilibrent contre ceux dont le pouvoir (les capacités militaires) augmentait. En effet, un pouvoir plus élevé était censé refléter des intentions offensives. Walt fait valoir que cela n'est pas confirmé par des preuves empiriques, et que la théorie de l'équilibre des menaces — dans laquelle les États ne s'équilibreront pas contre une puissance montante qui ne manifeste pas d'intentions offensives — donne une meilleure description des preuves. Par exemple, les États-Unis étaient les plus puissants des deux superpuissances pendant la guerre froide, mais, contrairement à la théorie de l'équilibre des puissances, plus d'États (par exemple, les pays de l'OTAN) s'y sont alliés qu'avec l'Union soviétique parce que les États-Unis ont affiché des intentions beaucoup moins agressives (Geir Lundestad qualifie les États-Unis d'« Empire par invitation » qui ne s'impose pas par la force mais dont la présence impériale est au contraire souhaitée par ses partenaires, jouissants d'un ordre mondial sous sa direction) à leur égard que l'Union soviétique. Le fait que des projets comme l'opération Unthinkable aient pu être envisagé par des États de l'Europe occidentale montrent bien à quel ces derniers craignaient l'URSS.
Le défaut de la théorie de l'équilibre des puissances est devenu encore plus manifeste après la fin de l'Union soviétique. Walt a fait valoir en 2004 qu'en dépit d'un déséquilibre des puissances, les États-Unis sont toujours officiellement alliés avec l'OTAN, le Japon, la Corée du Sud et plusieurs autres pays qui, dès qu'un indice suggère que la présence américaine sur leurs sols pourrait cesser, demande explicitement son maintien (on retombe sur la notion d'« Empire par invitation »). De plus, les coalitions de contrepoids prédites par la théorie de l'équilibre des puissances peinent à apparaître :

« Les réponses à la primauté des É.-U. sont pâles par rapport à l'auto-encerclement autodestructeur suscité par l'Allemagne Wilhelmienne ou l'Union soviétique, des cas où la plupart des autres grandes puissances ont fait des alliances formelles ou informelles pour contenir ou vaincre ces puissants États expansionnistes. À ce jour, du moins, il n'y a guère de signe d'un effort sérieux pour forger une alliance anti-américaine significative.... Au lieu de faire face à une coalition combinée de grandes puissances, unies par un désir commun de contenir la puissance américaine, les principaux adversaires des États-Unis ont été des régimes isolés et oppressifs… qui possèdent peu de pouvoir et encore moins de soutien international. Avec des ennemis pareils, pourrait-on se demander, qui a besoin d'amis ? Du point de vue traditionnel de la théorie de l'équilibre des puissances, cette situation est certainement une anomalie. Le pouvoir dans le système international est à peu près aussi déséquilibré qu'il ne l'a jamais été, mais les tendances à l'équilibre sont remarquablement faibles. Il est possible de les trouver, mais il faut plisser les yeux assez fort pour le faire… L'anomalie des États qui n'arrivent pas à contrebalancer le pouvoir américain disparaît lorsque nous ne nous concentrons pas sur les puissances mais sur les menaces. Bien que les États-Unis soient extrêmement puissants par rapport à d'autres États, ils n'ont pas été perçus comme une menace majeure par la plupart des autres puissances. »